# Hohenzollern Typ Bonn
Die normalspurigen Tenderlokomotiven Hohenzollern Typ Bonn waren Dampflokomotiven für den gemischten schweren Betrieb und wurde von der Aktiengesellschaft für Lokomotivbau Hohenzollern zwischen 1918 und 1929 gebaut. Die Lokomotiven sind ähnlich der Hohenzollern Typ Hamborn und standen bis 1973 in Betrieb. Eingesetzt waren die Lokomotiven bei den Köln-Bonner Eisenbahnen und der Moerser Kreisbahn. Auch einige Industriebetriebe hatten Lokomotiven dieser Type. Es ist keine Lokomotive erhalten geblieben.

## Geschichte

### Köln-Bonner Eisenbahnen
Für die steigenden Zuglasten bei den Köln-Bonner Eisenbahnen wurde nach dem Ersten Weltkrieg eine stärkere Lokomotive erforderlich, weil die bis 1913 beschafften Lokomotiven 26–30 nicht mehr ausreichten. Bei Hohenzollern wurde deshalb 1918 zwei schwere Vierkuppler mit Heißdampfkessel und 17 t Achslast bestellt.
Die neuen Lokomotiven gingen aus der vor dem Ersten Weltkrieg entstandenen Hohenzollern Typ Hamborn hervor, von dem neun Lokomotiven bekannt sind, die zwischen 1909 und 1925 für Industriebahnen hergestellt wurden.
Für die Köln-Bonner Eisenbahnen wurden insgesamt 14 Lokomotiven dieser Type mit Heißdampfkessel gebaut. Die ersten fünf Lokomotiven hatten bei ihrer Anlieferung die Bezeichnung 31–35. Die beiden ersten Loks hatten bei ihrer Anlieferung andere Kesselaufbauten, Dom und Sandkästen besaßen eine gemeinsame Verkleidung, die später von den KBE entfernt wurde. Bei Anlieferung besaßen sie zudem eine Dampfbremse, die gegen die bei der KBE übliche Druckluftbremse getauscht wurde.
Den Maschinen wurde lediglich ein etwas zu hoher Spurkranzverschleiß nachgesagt. Die letzte Lokomotive war bis 1963 im Betrieb und bis zum Ende des Dampfbetriebes bei den KBE aktiv.

### Moerser Kreisbahn
Die Moerser Kreisbahn beschaffte drei Lokomotiven und bezeichnete sie mit Nummer 60–62. Sie waren bis Mitte der 1960er Jahr in Betrieb und wurden dann ausgemustert.

### Klöckner-Werke Rauxel
Die Klöckner-Werke in Rauxel beschafften eine Maschine des Typs, sie erhielt die Nummer 3. Sie unterschied sich von den anderen Lokomotiven durch die runden Sandkästen.
Sie war auf mehreren Zechen im Dienst. 1970 wurde sie von der Ruhrkohle AG übernommen und als D-780 bezeichnet und war bis 1973 im Einsatz.

## Konstruktion
Die KBE-Lokomotiven waren mit zwei Sandkästen ausgerüstet. Ab der Lok KBE 59 entfiel das vordere Seitenfenster.
Die Lokomotiven verfügten über einen sehr starken Blechrahmen. Die dritte Achse war die Treibachse, ihre Spurkränze waren um 15 mm abgeschwächt. Zusätzlich waren für einen guten Bogenlauf die 2. und 4. Kuppelachse mit einem Seitenspiel von ±20 mm im Rahmen gelagert.
Der Kessel wurde von zwei Injektoren mit einer Leistung von 125 bzw. 150 l gespeist. Die Dampfmaschine wurde mit einer Heusinger-Steuerung gesteuert. Das Blasrohr lag bei der Maschine sehr hoch. Die Sicherheitsventile waren Eigenkonstruktionen von Hohenzollern ebenso wie die Druckausgleichkolbenschieber, die nur bei dieser Bauserie angewandt wurden.